# (73372) 2002 KB13
(73372) 2002 KB13 – planetoida z pasa głównego asteroid okrążająca Słońce w ciągu 3,67 lat w średniej odległości 2,38 j.a. Odkryta 18 maja 2002 roku.